# Kmart

Kmartのロゴ

Kmart（ケイマート）はアメリカ合衆国イリノイ州に本社があり、各地に百貨店型の店舗を展開する全米有数の小売業者であった。ビジネスのピーク時の1994年には、ディスカウント店・Kmartスーパーセンター店合計2323店を展開していたが、2002年にまた2018年に破産宣告を行ない、202店に縮小した。2005年から2019年まではシアーズ・ホールディングス傘下にあったが、その後エディー・ランパート（Eddie Lampert）が所有するTransformco（Transform Holdco LLC）所有になった。2022年現在では数店舗を残すのみとなっている。

## 概要

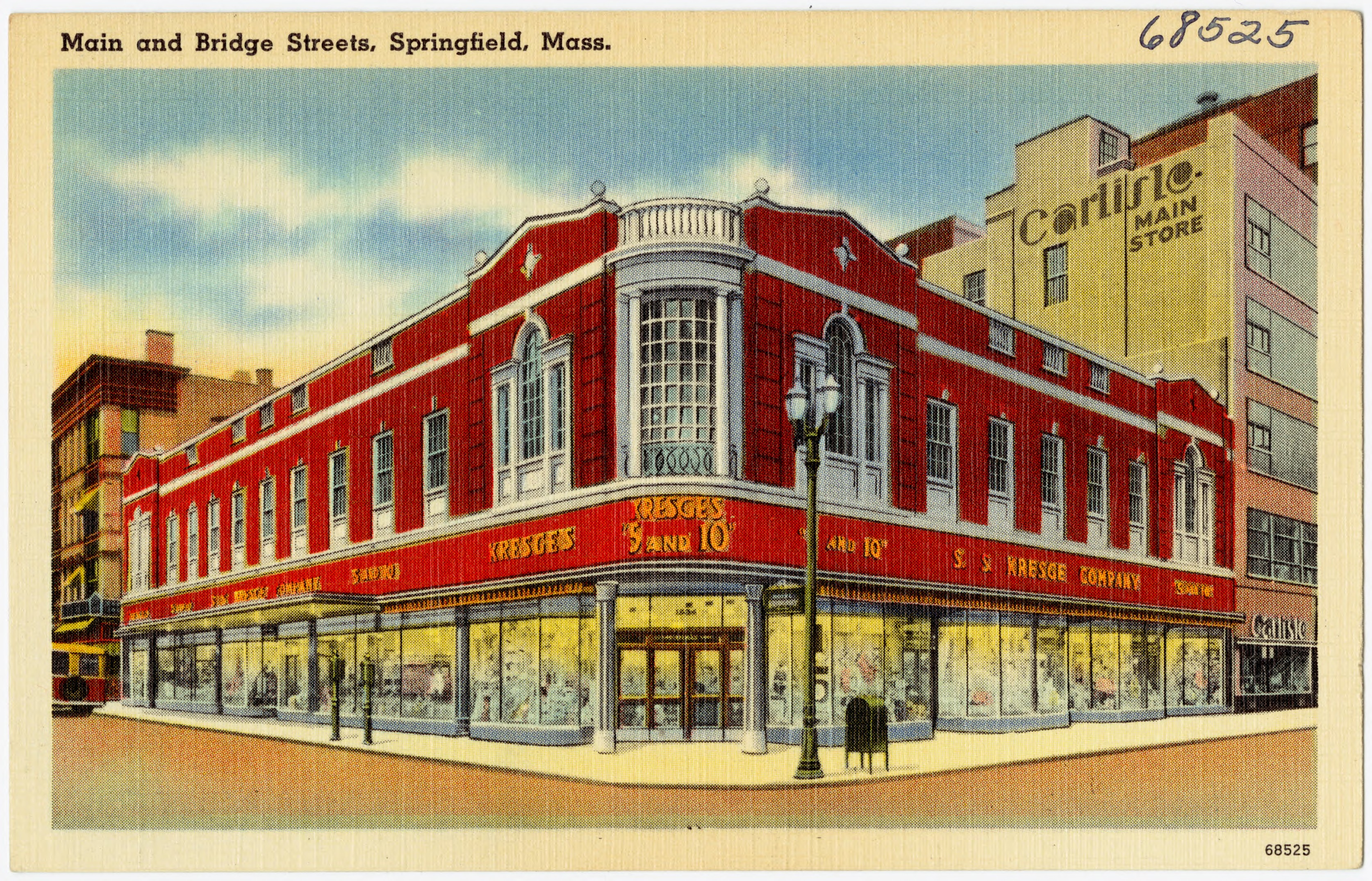
マサチューセッツ州スプリングフィールドのクレスギー店（1940年代の絵葉書から）

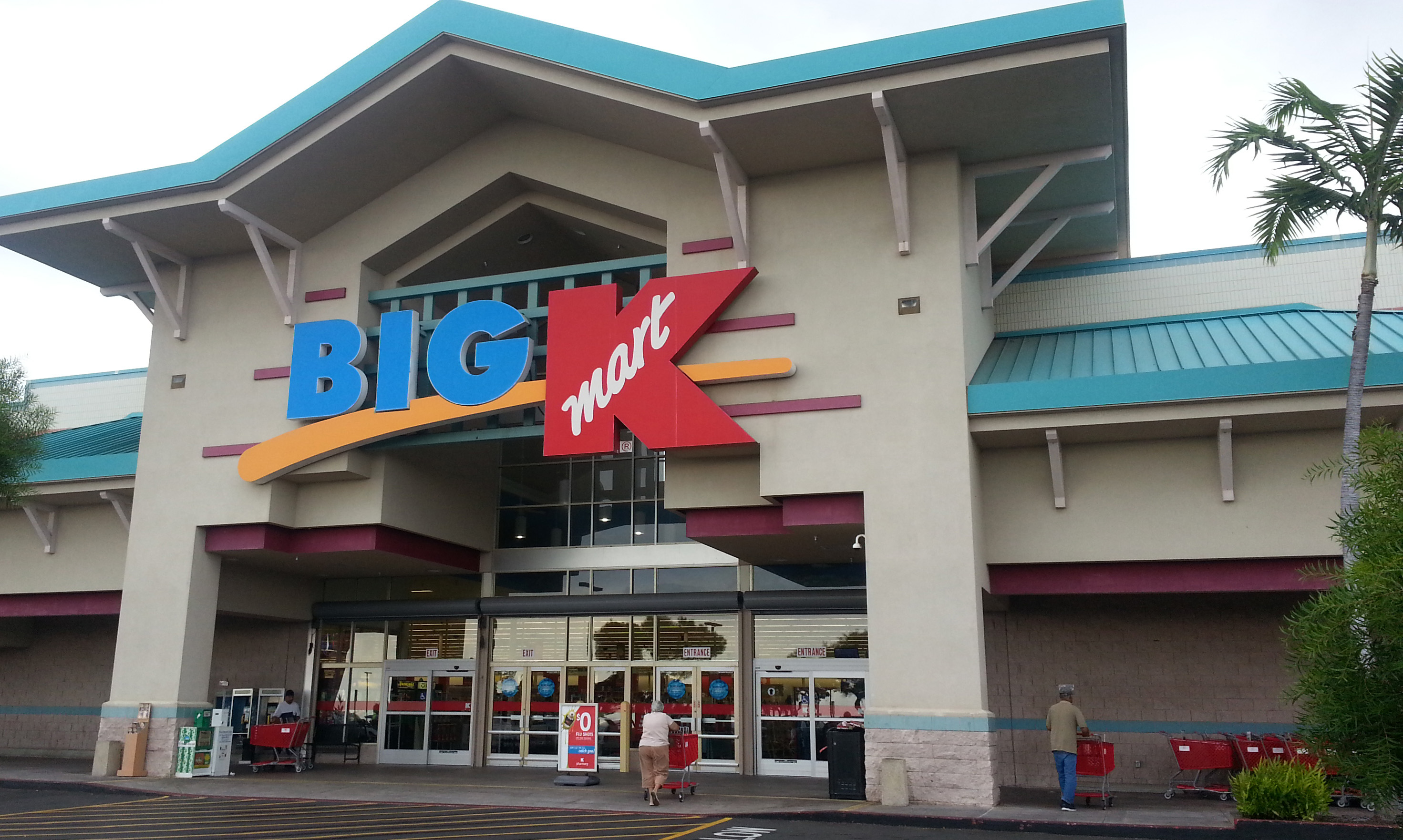
ビッグKmart店（ハワイ州カイルア・コナ店、2016年）

Kmartはペンシルベニア州アレンタウン出身のS.S.クレスギー（S.S. Kresge、1867～1966年）がウルワース（Woolworth）にならって低価格の各種商品を品ぞろえしたバラエティ・ストア（Variety store、「十銭ストア」に似ている）を1897年にテネシー州メンフィスで開店したことで始まる。彼はその後順調に店舗を増やして、1912には85店舗を持つS.S.クレスギー社をデラウェア州で登録している。1916年にはミシガン州でS.S.クレスギー社（S.S. Kresge Corporation）を作り、この会社が1918年にはニューヨーク証券取引所に上場され、その後Kmartとなることとなる。
1962年からKmartという店舗名を始めて使うようになり、1977年から社名も「Kmart」としている。2000年の全盛時期には2,171店舗を展開していたが、21世紀初頭の様々な理由による「アメリカ合衆国における小売業の衰退」により、2017年には510店舗に減っていて、全米の47州に店舗を持ち、プエルトリコ、ヴァージン諸島、グアム（ここに最大の店舗がある）にも店舗があった。
その後も店舗の閉鎖が続き、USAトゥデイによれば2022年4月には東海岸の3店舗のみの運営となったとされるが、同年11月時点でグアムの店舗が営業中であることが確認されている。公式サイトの更新が滞っているため、正確な店舗数を把握するのは難しい状況である。
Kmartの本部は以前ミシガン州トロイにあったが、2004年のシアーズとの合併後はシカゴ中心部のシアーズ・タワーを出て、イリノイ州ホフマン・エステーツ（シカゴ中心部から北西25マイル）へ移転している。
なお、日本にかつてあった小売業者の「Kマート」との関係はない。

## 国外展開
国外では、以前カナダ、メキシコ、シンガポール、東ヨーロッパ諸国にも店舗を展開していたが、これらはその国の小売業者へ売り渡したりして、現在はKmartは残っていない。またオーストラリアとニュージーランドでの地元業者との合弁会社「Kmart」は、今は米国のKmartとの関係はない。

## 参照項目
- シアーズ
- セイフウェイ
- ウォルマート
- メイシーズ
- ウルワース
- アメリカ合衆国における小売業の衰退